# Высоковольтная линия постоянного тока Хоккайдо — Хонсю
Высоковольтная линия постоянного тока Хоккайдо — Хонсю (яп. 北海道・本州間連系設備 хоккайдо: хонсю: кан рэнкэй сэцуби) — 193-километровая монополярная линия с рабочим напряжением 250 кВ и номинальной мощностью 300 мегаватт для соединения энергосистем Хоккайдо (статическая инверторная станция Хакодате в Нанаэ) и Хонсю (статическая инверторная станция Камикита в Тохоку, префектура Аомори) в Японии.

Проект был введён в эксплуатацию в 1979 году компанией Electric Power Development Company (J-POWER).
Воздушная линия протяженностью 149 км и подводный кабель протяженностью 44 км соединяют терминалы (оконечные устройства).
В этой системе используется тиристорная преобразовательная подстанция.
В 2019 году появилась вторая система высоковольтной линии постоянного тока между двумя островами с номинальной мощностью 300 МВт и с использованием преобразователей напряжение-источник.

## Терминалы (окончания)
- Преобразователь Нанаэ (яп. 七飯変換所 нанаэ хэнкансё) (Хоккайдо) 41°55′55″ с. ш. 140°39′47″ в. д.HGЯO
- Кабельная муфта Фурукава (яп. 古川ケーブルヘッド фурукава кэ:буру-хэддо) (Хоккайдо) 41°45′54″ с. ш. 140°51′33″ в. д.HGЯO
- Кабельная муфта Сай (яп. 佐井ケーブルヘッド сай кэ:буру-хэддо) (Хонсю) 41°27′54″ с. ш. 140°53′24″ в. д.HGЯO
- Преобразователь Камикита (яп. 上北変換所 камикита хэнкансё) (Хонсю) 40°48′06″ с. ш. 141°11′52″ в. д.HGЯO